# Куликов, Константин Николаевич
Константин Николаевич Куликов (1910, Моршанск, Моршанский уезд, Тамбовская губерния, Российская империя — 24 сентября 1969) — советский государственный и партийный деятель. Первый секретарь Хакасского обкома КПСС (1939—1942).

## Биография
Родился в 1910 году в Моршанске. Член ВКП(б) с 1929 года.
С 1929 года — на общественной и политической работе. В 1929—1969 гг. — слесарь в железнодорожном депо в Пензе, секретарь Лунинского РК ВЛКСМ, секретарь Красноярского краевого комитета ВКП(б), 1-й секретарь Областного комитета ВКП(б) Хакасской автономной области, на дипломатической работе, начальник управления внешних сношений Министерства высшего и среднего образования СССР.
Избирался депутатом Верховного Совета РСФСР 1-го созыва.
Умер в 1969 году.